# Sicuani
Sicuani es una ciudad peruana capital del distrito homónimo y de la provincia de Canchis en el departamento del Cuzco. Es la segunda ciudad más poblada del departamento con una población estimada de 53 672 hab. en 2015. Se convirtió en capital provincial el 29 de agosto de 1834.

## Historia
La zona donde actualmente se ubica la ciudad de Sicuani ha estado poblada desde el incanato. A la llegada de los conquistadores españoles al Perú, se dejaron constancias escritas sobre el poblado de "Sicuyani" o "Chicuana" tanto en las crónicas de Pedro Cieza de León como de Guamán Poma de Ayala. Hacia el siglo XVIII, esta ciudad fue escenario del levantamiento de Túpac Amaru quien vivía en la localidad cercana de Tinta. Luego de la ejecución del caudillo, el 27 de enero de 1782, se produjo el armisticio final entre las tropas de Diego Cristóbal Túpac Amaru y la administración virreinal. 
Años después, durante la Rebelión del Cusco de 1814, la ciudad sirvió de cuartel de la tropas de Mateo Pumacahua. Precisamente, tras el fracaso de esta rebelión, Pumacahua fue ejecutado en la horca en la plaza principal de la villa el 18 de marzo de 1815. 
Ya durante el inicio de la Confederación Perú-Boliviana, Sicuani recibió en 1836 a los delegados de los departamentos de Cusco, Arequipa, Ayacucho y Puno quienes, reunidos en la asamblea celebrada en esta ciudad acordaron la creación del Estado Sur Peruano, otorgaron la Constitución Política del Estado Sud-Peruano así como su federación con la República de Bolivia y con el Estado Nor-Peruano para formar, en conjunto, la Confederación Perú-Boliviana.
Durante la época virreinal, Sicuani perteneció al Corregimiento de Tinta y, luego de dispuesta la independencia del Perú, formó parte de la provincia de Tinta. Cuando, en 1833, esta provincia se dividió en dos (las actuales provincias de Canchis y Canas), la ciudad quedó dentro de la jurisdicción de la primera y, el 29 de agosto de 1834 se dispuso su condición de capital provincial. Luego, durante el gobierno de Andrés Avelino Cáceres fue elevada al rango de ciudad el 4 de noviembre de 1887.

## Clima
Sicuani se halla sobre 3 548,75 metros sobre el nivel del mar, por lo que presenta inviernos muy fríos, en los cuales, la temperatura puede bajar hasta los - 2 °C.
| Parámetros climáticos promedio de Sicuani | Parámetros climáticos promedio de Sicuani | Parámetros climáticos promedio de Sicuani | Parámetros climáticos promedio de Sicuani | Parámetros climáticos promedio de Sicuani | Parámetros climáticos promedio de Sicuani | Parámetros climáticos promedio de Sicuani | Parámetros climáticos promedio de Sicuani | Parámetros climáticos promedio de Sicuani | Parámetros climáticos promedio de Sicuani | Parámetros climáticos promedio de Sicuani | Parámetros climáticos promedio de Sicuani | Parámetros climáticos promedio de Sicuani | Parámetros climáticos promedio de Sicuani |
| Mes                                       | Ene.                                      | Feb.                                      | Mar.                                      | Abr.                                      | May.                                      | Jun.                                      | Jul.                                      | Ago.                                      | Sep.                                      | Oct.                                      | Nov.                                      | Dic.                                      | Anual                                     |
| ----------------------------------------- | ----------------------------------------- | ----------------------------------------- | ----------------------------------------- | ----------------------------------------- | ----------------------------------------- | ----------------------------------------- | ----------------------------------------- | ----------------------------------------- | ----------------------------------------- | ----------------------------------------- | ----------------------------------------- | ----------------------------------------- | ----------------------------------------- |
| Temp. máx. media (°C)                     | 18.6                                      | 18.2                                      | 18.4                                      | 18.7                                      | 18.5                                      | 18.1                                      | 17.7                                      | 18.9                                      | 19.3                                      | 20.4                                      | 20.2                                      | 18.8                                      | 18.8                                      |
| Temp. media (°C)                          | 11.4                                      | 11.3                                      | 11.3                                      | 10.3                                      | 8.5                                       | 6.6                                       | 6.2                                       | 7.4                                       | 9.7                                       | 10.9                                      | 10.9                                      | 11.4                                      | 9.7                                       |
| Temp. mín. media (°C)                     | 4.2                                       | 4.5                                       | 4.2                                       | 1.9                                       | -1.4                                      | -4.8                                      | -5.3                                      | -4                                        | 0.1                                       | 1.4                                       | 1.7                                       | 4                                         | 0.5                                       |
| Precipitación total (mm)                  | 123                                       | 132                                       | 119                                       | 48                                        | 11                                        | 2                                         | 6                                         | 11                                        | 24                                        | 48                                        | 75                                        | 100                                       | 699                                       |
| Fuente: climate-data.org                  |                                           |                                           |                                           |                                           |                                           |                                           |                                           |                                           |                                           |                                           |                                           |                                           |                                           |

## Atractivos turísticos
Entre los atractivos turísticos que se encuentran en la ciudad de Sicuani se halla, en la Plaza de Armas de Sicuani, el Monumento a Mateo Pumacahua, importante caudillo de la rebelión del Cuzco en 1814, quien fue ahorcado por los españoles en aquella plaza y luego desmembrado.
Alrededor de la Plaza de Armas puede observarse a la moderna iglesia de Sicuani frente a la Antigua Catedral de Sicuani, última que no es solo atractiva por su valor religioso, sino también porque en su reciente remodelación se descubrieron en ella restos cerámicos, entre otros artefactos de periodos preincaicos, incaicos, así como coloniales y republicanos. Los restos arqueológicos de Sicuani son exhibidos actualmente en la misma iglesia (sólo los días miércoles).
Otros sitios de interés en la ciudad son: 
- La Iglesia de Pampacucho, donde se rinde culto al Señor de Pampacucho.
- Estadio Túpac Amaru, en cuyos muros es posible apreciar interesantes pinturas murales con motivos históricos y donde juega como local el equipo Cusco FC de la Liga 1.
- Los Baños termales de Uyurmiri que quedan a 1 hora de Sicuani.

En Sicuani además se realizan ciertos eventos de interés, con motivo de incentivar el turismo, como es el caso de competencias de motocross, así como fiestas por el aniversario que se celebran cada 4 de noviembre , donde se incluyen eventos como serenatas, algunas competencias, ferias gastronómicas, entre otras actividades.